# Текучанська сільська рада
Теку́чанська сільська́ ра́да — адміністративно-територіальна одиниця та орган місцевого самоврядування в Уманському районі Черкаської області. Адміністративний центр — село Текуча.

## Загальні відомості
- Населення ради: 1 040 осіб (станом на 2001 рік)

## Населені пункти
Сільській раді підпорядковані населені пункти:
- с. Текуча

## Склад ради
Рада складається з 12 депутатів та голови.
- Голова ради: Гром Сергій Григорович

### Керівний склад попередніх скликань
| Прізвище, ім'я, по батькові      | Основні відомості                                                               | Дата обрання | Дата звільнення |
| -------------------------------- | ------------------------------------------------------------------------------- | ------------ | --------------- |
| Комар Вадим Миколайович          | Сільський голова, 1978 року народження, безпартійний                            | 26.03.2006   | 31.10.2010      |
| Слободяник Олександр Миколайович | Сільський голова, 1953 року народження, освіта середня спеціальна, безпартійний | 31.10.2010   | 27.05.2012      |
| Гром Сергій Григорович           | Сільський голова, 1972 року народження, освіта середня спеціальна, безпартійний | 27.05.2012   |                 |

Примітка: таблиця складена за даними сайту Верховної Ради України

### Депутати
За результатами місцевих виборів 2010 року депутатами ради стали:

#### За суб'єктами висування
| Суб'єкт висування | Кількість обраних депутатів | %    |
| ----------------- | --------------------------- | ---- |
| Партія регіонів   | 8                           | 66,7 |
| Самовисування     | 4                           | 33,3 |

#### За округами
| № округу        | Прізвище, ім'я, по батькові     | Дата визнання обраним | Освіта             | Партійна приналежність                        | Відомості про обраного депутата                     |
| --------------- | ------------------------------- | --------------------- | ------------------ | --------------------------------------------- | --------------------------------------------------- |
| Партія регіонів |                                 |                       |                    |                                               |                                                     |
| 1               | Штонь Марія Олександрівна       | 31.10.2010            | середня спеціальна | позапартійна                                  | пенсіонер                                           |
| 3               | Довгань Людмила Миколаївна      | 31.10.2010            | середня спеціальна | позапартійна                                  | ДНЗ с. Текуча, завідувачка                          |
| 4               | Гершун Інна Василівна           | 31.10.2010            | середня спеціальна | позапартійна                                  | Текучанська сільська бібліотека, завідувачка        |
| 6               | Козій Вікторія Анатоліївна      | 31.10.2010            | вища               | позапартійна                                  | Текучанська загальноосвітня школа, завуч            |
| 9               | Рішко Галина Петрівна           | 31.10.2010            | середня спеціальна | позапартійна                                  | Текучанська сільська рада, головний бухгалтер       |
| 10              | Дорожинська Надія Олександрівна | 31.10.2010            | середня спеціальна | позапартійна                                  | Текучанська сільська рада, секретар                 |
| 11              | Довгань Борис Іванович          | 31.10.2010            | вища               | позапартійний                                 | ТОВ «Агрофірма Текуча», головний економіст          |
| 12              | Гром Світлана Василівна         | 31.10.2010            | середня спеціальна | позапартійна                                  | ТОВ «Агрофірма Текуча», бухгалтер                   |
| Самовисування   |                                 |                       |                    |                                               |                                                     |
| 2               | Івасюк Микола Якович            | 31.10.2010            | середня            | член Всеукраїнського об'єднання «Батьківщина» | Текучанська загальноосвітня школа, водій            |
| 5               | Гром Лідія Анатоліївна          | 21.02.2011            | вища               | позапартійна                                  | Текучанська сільська рада, секретар виконкому       |
| 7               | Слободянник Леся Олександрівна  | 31.10.2010            | незакінчена вища   | позапартійна                                  |                                                     |
| 8               | Полька Віктор Васильович        | 31.10.2010            | середня            | позапартійний                                 | Текучанська загальноосвітня школа, сезонний кочегар |